# Kamellausfliege
Die Kamellausfliege (Hippobosca camelina) ist eine Art der Lausfliegen. Die blutsaugende Art befällt vor allem Kamele in Europa sowie in Teilen Asiens und Afrikas. Sie kann aber auch Ziegen, Schafe, Rinder, verschiedene Wildtiere und sogar den Menschen befallen. Sie spielt auch eine Rolle als Vektor für Trypanosomen und Anaplasma camelii.
Adulte sind etwa 1 cm lang, abgeplattet und rotbraun mit gelben Punkten. Das Abdomen ist undeutlich segmentiert. Sie tragen ein Flügelpaar, dessen Adern sich gegen den vorderen Rand zusammendrängen.
Bei den Weibchen entwickelt sich eine einzelne Larve innerhalb des Ovidukts. Wenn das dritte Larvenstadium vollständig entwickelt ist, wird es auf dem Wirt deponiert. Von dem fällt die Larve zu Boden und verpuppt sich sofort. Nach dem Schlupf sucht sich das beflügelte Adulte einen neuen Wirt, von dem es Blut saugt. Es verbleibt dann lange Zeit auf seinem Wirt. Jedes Weibchen produziert nur fünf bis sechs Larven während ihres Lebens.